# Tramlink
Tramlink este o rețea de tramvai care deservește Croydon și zonele înconjurătoare din sudul Londrei. A fost deschisă în 2000, fiind prima rețea de tramvai din Londra din 1952, când s-au desființat ultimele tramvaie de acolo. Este deținută de London Trams, o ramură a Transport for London (TfL) și operată de Tram Operations Ltd., a subsidiară a FirstGroup.
Rețeaua consistă din 39 de stații pe 28 km (17 mile) de cale de rulare, pe o amestecătură dintre circulația pe străzi împreună cu traficul rutier, cale dedicată în drumuri publice și căi în afara străzilor consistând din noi șine, foste căi ferate și porțiuni unde Tramlink circulă în paralel cu căile ferate electrificate la a treia șină a Network Rail.
Liniile coincid în Croydonul central, cu terminale estice la Beckenham Junction, Elmers End și New Addington și terminal vestic la Wimbledon, unde se intersectează cu metroul din Londra. Tramlink este a patra cea mai folosită rețea de metrou ușor după Docklands Light Railway, Manchester Metrolink și metroul din Newcastle.

## Linii
În Londra de sud există patru linii de tramvai în exploatare pe o singură cale de rulare cu diverse ramificații. Liniile rețelei Tramlink sunt:
- 1: West Croydon - Elmers End
- 2: West Croydon - Beckenham Junction
- 3: Wimbledon - New Addington
- 4: Wimbledon - Elmers End

## Flotă
Tramlink exploatează 35 de tramvaie, dintre care 23 Bombardier CR4000 și 12 Croydon Variobahn.
| Clasa             | Imagine | Tip     | Viteza maximă | Viteza maximă | Lungime metri | Capacity | Capacity | Capacity | În serviciu | Comenzi   | Fleet numbers       | Rute operate  | Fabricate    | Ani în exploatare |
| Clasa             | Imagine | Tip     | mph           | km/h          | Lungime metri | Std      | Sdg      | Total    | În serviciu | Comenzi   | Fleet numbers       | Rute operate  | Fabricate    | Ani în exploatare |
| ----------------- | ------- | ------- | ------------- | ------------- | ------------- | -------- | -------- | -------- | ----------- | --------- | ------------------- | ------------- | ------------ | ----------------- |
| Bombardier CR4000 |         | Tramvai | 50            | 80            | 30.1          | 70       | 138      | 208      | 23          | —         | 2530-2550 2552-2553 | Toate liniile | 1998–1999    | 2000–prezent      |
| Croydon Variobahn |         | Tramvai | 50            | 80            | 32            | 72       | 134      | 206      | 6           | —         | 2554-2559           | Toate liniile | 2011–2012    | 2012–prezent      |
| Croydon Variobahn | 6       | Tramvai | 50            | 80            | 32            | 72       | 134      | 206      | —           | 2560-2565 | Toate liniile       | 2014–2016     | 2015–prezent |                   |
| Total             |         |         |               |               |               |          |          |          | 35          | —         |                     |               |              |                   |